# ليليان مولر
ليليان مولر (بالنرويجية البوكمول: Lillian Müller)‏ هي عارضة وممثلة نرويجية، ولدت في 19 أغسطس 1951 بغريمستاد في النرويج.

## وصلات خارجية
- ليليان مولر على موقع IMDb (الإنجليزية)
- ليليان مولر على موقع قاعدة بيانات الفيلم (الإنجليزية)